# Homopus areolatus
La tortuga areolada (Homopus areolatus) es una especie pequeña de tortuga terrestre del género Homopus. 
Se trata de una especie  endémica de la República de Sudáfrica y se encuentra específicamente en el oeste de la Provincia del Cabo. Al igual que su pariente mayor, la Homopus femoralis, tiene solo cuatro uñas en las patas delanteras. Tiene un pico fuerte, claramente conectado y la nariz de los machos se vuelve de color naranja o rojo en la época de cría. 
Debido a su pequeño tamaño, esta tortuga está fuertemente depradada por cuervos, chacales, perros y una amplia gama de otros depredadores. Por lo tanto, pasa la mayor parte de su tiempo escondida debajo de las piedras y de las hojas. 
Está amenazada por el tráfico de las carreteras, el sobrepastoreo, las especies introducidas y la caza furtiva para el comercio de mascotas (las especies del género Homopus generalmente no sobreviven bien en cautividad). 